# Ormen (musiker)
 For alternative betydninger, se Ormen. (Se også artikler, som begynder med Ormen)
Anders Christophersen (kendt under navnet Ormen) er en dansk musiker og producer. Han har blandt andet samarbejdet med Blæs Bukki, da de lavede musikken til Skrako-stykket Købmanden.
Anders Christophersen har siden begyndelsen af 2000'erne arbejdet med musik. Han har udgivet musik i mange forskellige konstellationer. Blandt andet udgav han sammen med vennen Rasmus Møbius albummet Sports under gruppenavnet Melk i form af elektronisk dub/hip hop inspireret musik. På dette album medvirkede blandt andet Ane Trolle og Gisli som gæster, og i 2007 producerede han sammen med Blæs Bukki soundtracket til teatersuccesen Købmanden på Betty Nansen Teatret med blandt andet Natasja. I 2009 udgav han sammen med Trolle og Blæs Bukki albummet Jagten på noget under navnet Balstyrko.
I årene siden har han arbejdet sammen med forskellige musikere som Alberte, Oh Land, Jacob Bellens og Sys Bjerre.